# シャロン・ヴァン・エッテン
シャロン・ヴァン・エッテン（Sharon Van Etten、1981年2月26日 - ）は、アメリカ合衆国ニュージャージー州出身のシンガーソングライター、女優。ニューヨーク市のブルックリンを拠点に活動している。
2009年にアルバム『Because I Was in Love』でデビュー。2010年に2作目のアルバム『epic』を発表。2012年、3作目『Tramp』をJagjaguwarからリリース。2014年に4作目『Are We There』を発表。2019年には5作目のアルバム『Remind Me Tomorrow』をリリース。
女優としては、2016年にテレビシリーズ『The OA』にレイチェル役として出演。2017年には『ツイン・ピークス』の新シリーズに出演。2020年には映画『17歳の瞳に映る世界』に出演している。

## 来歴
シャロン・ヴァン・エッテンは1981年、ニュージャージー州ベルヴィルに生まれる。その後ニュージャージー州ナットリーに住んだ後、10代の頃にニュージャージー州クリントンに移り住み、ノース・ハンタードン高校に通う。その後、テネシー州に移り住みミドル・テネシー州立大学に通い、レコーディングを学んだが1年後に大学を中退した。
その後、テネシー州マーフリーズボロのコーヒー＆レコード店「レッドローズ」で5年ほど働くことになった。2004年にニュージャージー州に戻り、ペリービル・ワイン・アンド・スピリッツで働く。2005年にニューヨークに移住する。

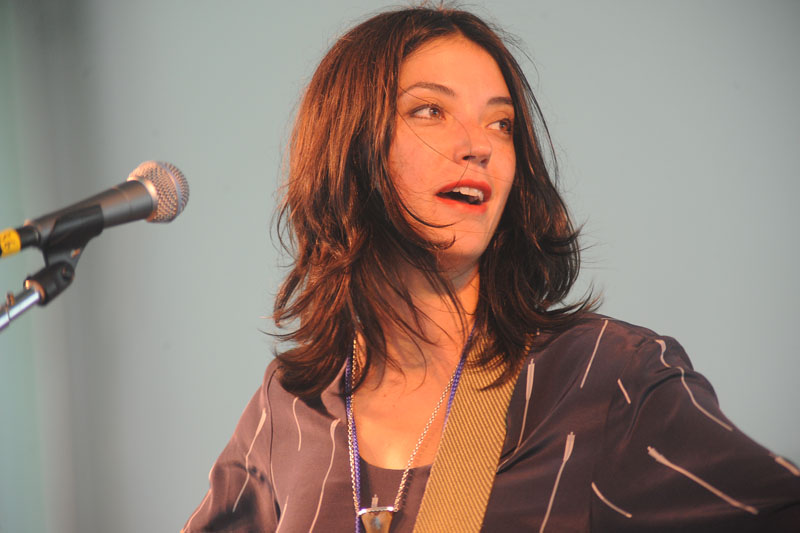
シャロン・ヴァン・エッテン (2012年)

2009年5月26日、デビューアルバム『Because I Was in Love』をLanguage of Stoneからリリースする。
2010年9月21日、2作目のアルバム『epic』をBa Da Bing Recordsからリリースする。この年の12月には来日ツアーを行なっている。
2012年2月7日、3作目のアルバム『Tramp』がJagjaguwarからリリースされた。アルバムはザ・ナショナルのアーロン・デスナーがプロデュースし、ブルックリンのアーロンの自宅スタジオでレコーディングされた。 
2014年5月27日、4作目のアルバム『Are We There』がJagjaguwarからリリースされる。
2015年にはビルボードライブ東京で来日公演を開催した。
2019年1月18日、5作目のアルバム『Remind Me Tomorrow』をJagjaguwarからリリースする。

## ディスコグラフィー

### スタジオ・アルバム
- Because I Was in Love (2009)
- epic  (2010)
- Tramp (2012)
- Are We There (2014)
- Remind Me Tomorrow (2019)

## フィルモグラフィー

### テレビ
- The OA (2016)
- ツイン・ピークス Twin Peaks (2017)

### 映画
- 17歳の瞳に映る世界 Never Rarely Sometimes Always (2020)

## 来日公演
- 2010年
  - 12月3日 奈良 カフェ・サンプル
  - 12月4日 京都 アバンギルド

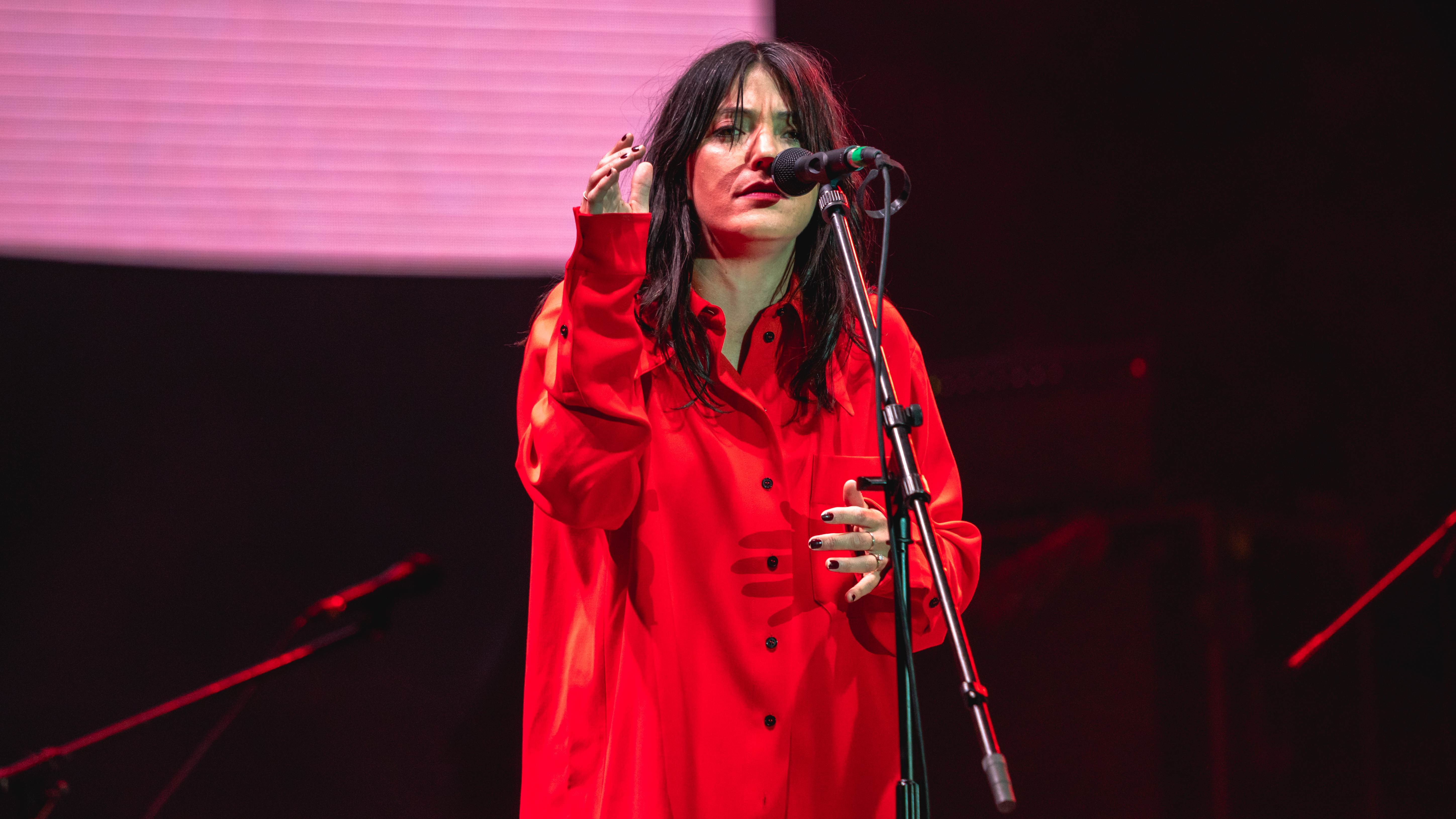
シャロン・ヴァン・エッテンのライブ (2019年)

  - 12月5日 福井 敦賀 ピニョン・ピニョン
  - 12月7日 名古屋 KDハポン
  - 12月8日 神奈川 鎌倉 カフェ・ゴーティー
  - 12月9日 東京 渋谷 セヴンス・フロア
  - 12月11日 長野 松本 CAFE salon as salon
  - 12月12日 東京 初台 近江楽堂

- 2015年
  - 2月23日 東京 Billboard Live TOKYO (2公演)